# Сереброцветник
Сереброцветник или аргирантемум (лат. Argyranthemum) — род растений семейства Астровые (Asteraceae). Представители этого рода иногда также помещаются в род Хризантема (Chrysanthemum).
Род является эндемичным для Макаронезии и встречается только на Канарских островах, островах архипелагов Селваженш и Мадейре. Сорта и гибриды часто используются как декоративные однолетники для кашпо, балконных ящиков и клумб.  

## Этимология
Название рода Argyranthemum происходит от древнегреческих слов argyros — «серебро» и anthemon — «цветок».

## Описание

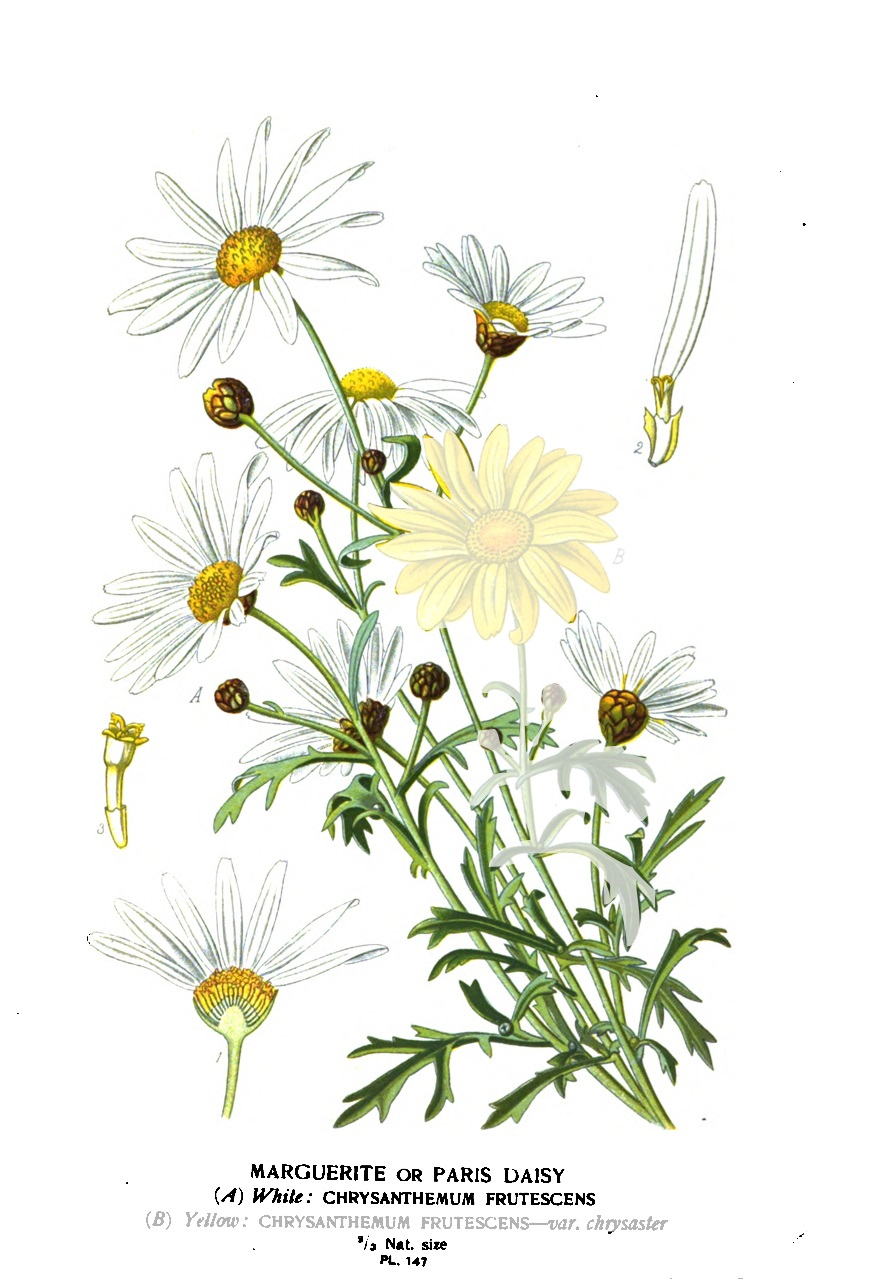
Argyranthemum frutescens

Виды рода Argyranthemum представляют собой вечнозелёные полукустарники или кустарники, достигающие высоты от 10 до 80, редко до 150 см. Обычно образуется только одна прямостоящая или полегающая, стелющая ветвь, обычно разветвляющаяся. 
Листья черешковые или сидячие, расположены поочередно. Листовые пластинки более или менее обратнояйцевидные, продолговатые, ланцетные или линейные; основание может охватывать стебель; может быть одно-, двух- или трехперистым. Листочки имеют клиновидную или линейную форму, края гладкие или зубчатые. Поверхность листьев может быть голой или опушённой. 
Соцветия — корзинки, одиночные или собраны в открытые зонтиковидные соцветия. 
В более или менее полушаровидной обёртке диаметром от 10 до 18 (от 6 до более 22) мм расположено от 28 до более 45 прицветников, расположенных в три или четыре ряда. Прочные, свободные, неравные прицветники имеют форму обратноланцетных или яйцевидных или ланцетно-треугольных листьев, с соломенно-коричневыми или коричневыми сухими краями и верхними концами. Основание корзинки имеет выпуклую или коническую форму. 
В более или менее дисковидных цветочных корзинках насчитывается от 12 до 35 язычковых цветков и редко от 50 до 80–150 трубчатых цветков. Язычковые цветки женские и фертильные. Пять преимущественно белых, иногда жёлтых или розовых лепестков имеют язычки более или менее яйцевидной или линейной формы. Многочисленные гермафродитные, фертильные, в основном жёлтые, реже красные или пурпурные трубчатые цветки имеют более или менее цилиндрическую, не расширенную у основания, более или менее железисто-точечную трубку венчика, которая заканчивается колокольчатым горлом с пятью треугольными лопастями венчика.   
Плоды — семянки, бывают разной формы: те, которые развиваются из краевых цветков, имеют треугольную форму, и каждый из трех краев обычно более или менее крылатый. Семянки, развивающиеся из трубчатых цветков, имеют уплощенно-призматическую или более или менее квадратную форму, иногда с двумя крылатыми краями. Все семянки имеют ребра или нервы, а их поверхность в основном голая, иногда между ребрами железисто-точечная. Стенка семянки иногда содержит зубцы, коронки или изогнутые трубки. 
Сереброцветник кустарниковый (Argyranthemum frutescens) зарегистрирован как кормовое растение личинок минирующей моли Bucculatrix chrysanthemella.

## Места обитания
Виды рода Argyranthemum произрастают во всех основных зонах растительности Макаронезии: от прибрежных пустынь, склерофилловых зарослей, лавровых лесов, сосновых саванн до пустынь на больших высотах. Однако большинство таксонов встречаются только в одном типе местообитания.
Из примерно 24 видов двадцать встречаются на Канарских островах, три — на Мадейре и только один на островах Селваженш. Многие виды являются эндемиками только одного острова. Из трёх видов, встречающихся на нескольких островах, существуют подвиды, каждый из которых встречается только на одном острове. Несколько видов являются неофитами во многих прибрежных районах мира.

## Систематика
Род Argyranthemum относится к подтрибе Glebionidinae трибы Anthemideae (Пупавковые) подсемейства Asteroideae (Астровые) семейства Asteraceae (Астровые). Род Argyranthemum является монофилетическим и тесно связан с родом Glebionis Cass. (Златоцвет), Heteranthemis Schott (Гетерантемис) и Ismelia  Cass. (Исмелия), которые встречаются в Средиземноморском регионе.
В роде Argyranthemum имеется много естественных гибридов. 

### Виды

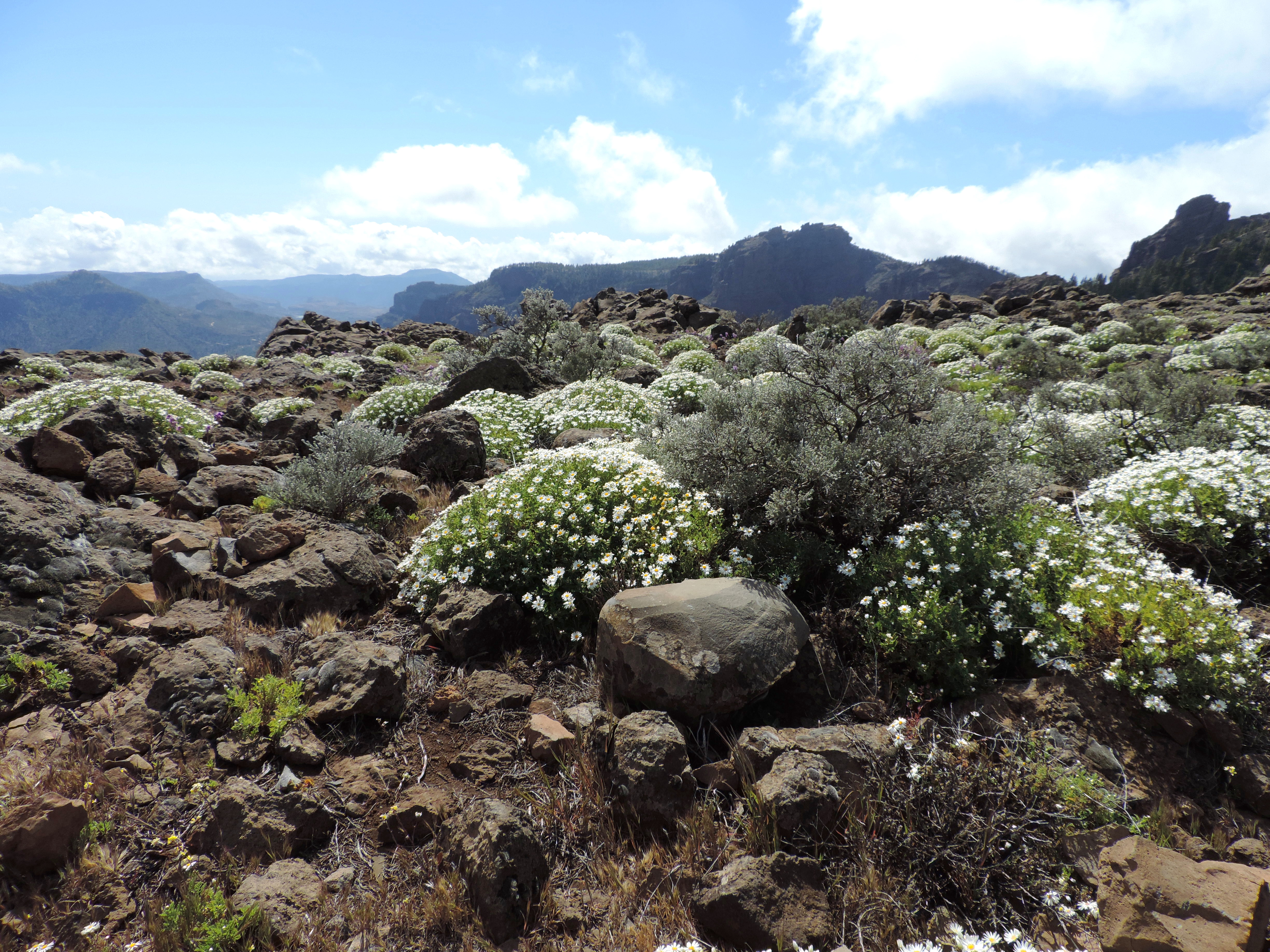
Argyranthemum adauctum

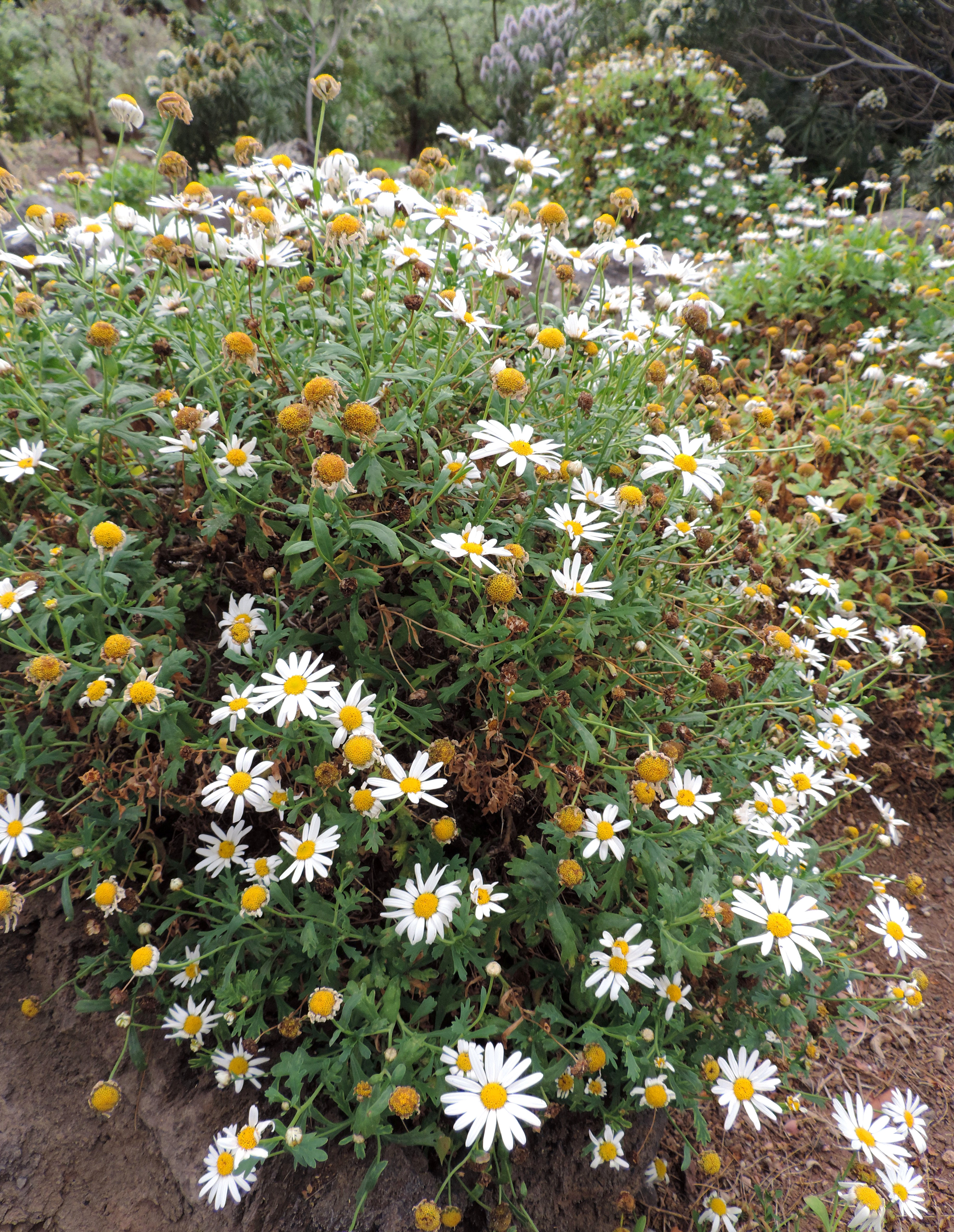
Argyranthemum coronopifolium

Согласно данным POWO на май 2025 года в род входят 23 подтверждённых вида:
- Argyranthemum adauctum (Link) Humphries — Сереброцветник повышенный
- Argyranthemum broussonetii (Balb. ex Pers.) Humphries
- Argyranthemum callichrysum (Svent.) Humphries
- Argyranthemum coronopifolium (Willd.) Humphries
- Argyranthemum dissectum (Lowe) Lowe
- Argyranthemum escarrei (Svent.) Humphries
- Argyranthemum filifolium (Sch.Bip.) Humphries
- Argyranthemum foeniculaceum (Willd.) Webb ex Sch.Bip. — Сереброцветник фенхелевидный, или Аргирантемум фенхелевидный
- Argyranthemum frutescens (L.) Sch.Bip. — Сереброцветник кустарниковый[3]
- Argyranthemum gracile Sch.Bip.
- Argyranthemum haematomma Lowe
- Argyranthemum haouarytheum Humphries & Bramwell
- Argyranthemum hierrense Humphries
- Argyranthemum lemsii Humphries — Сереброцветник Лемса, или Аргирантемум Лемса
- Argyranthemum lidii Humphries
- Argyranthemum maderense (D.Don) Humphries — Сереброцветник мадерский, или Аргирантемум мадерский
- Argyranthemum pinnatifidum (L.f.) Webb — Сереброцветник перисто-надрезный, или Аргирантемум перисто-надрезный
- Argyranthemum sundingii L.Borgen
- Argyranthemum sventenii Humphries & Aldridge
- Argyranthemum tenerifae Humphries
- Argyranthemum thalassophilum (Svent.) Humphries
- Argyranthemum webbii Sch.Bip.
- Argyranthemum winteri (Svent.) Humphries

## Выращивание

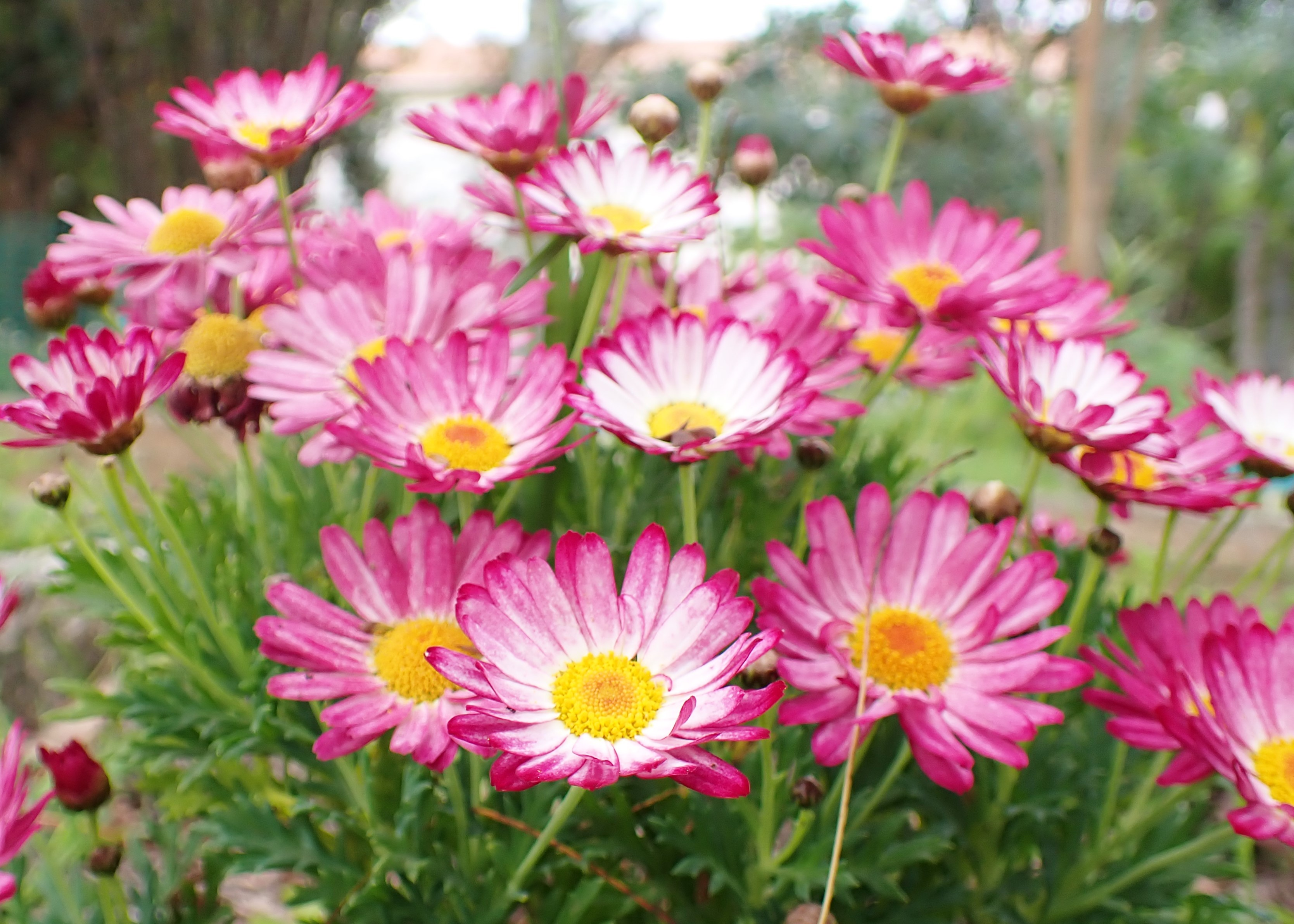
Сорт Argyranthemum frutescens 'Pomponette Pink'

Гибриды видов Argyranthemum, некоторые из которых включают виды из родственных родов, широко продаются как декоративные растения для летних клумб или контейнеров. Эти сорта производят обильные простые или мохровые цветы, похожие на ромашки, в оттенках белого, розового, жёлтого и фиолетового в течение всего лета. В климате Великобритании они, как правило, полузимостойки и могут быть выращены из семян или черенков, или куплены как молодые растения для высадки после того, как вся опасность заморозков минует. В климате России как правило выращивается как однолетняя культура.